# Парада поноса у Будимпешти
Парада поноса у Будимпешти јесте највећи ЛГБТ догађај у Мађарској. Историјски је познат под неколико имена, међу којима и Поворка геј достојанства (мађ. Meleg Méltóság Menet). Приређује се сваке године од 1997, обично прве суботе у јулу. Демонстранти марширају дуж Булевара Андраши, између Градског парка и Трга Елизабете. Иако је поворка у Будимпешти мањих размера од сличних парада поноса у западној Европи и Америци, на њој обично учествује између 1.000 и 2.000 демонстраната. Крајњи десничарски демонстранти и хулигани знатно су ометали параде поноса у Будимпешти одржане 2007. и 2008. године, чиме је будуће организовање догађаја доведено у питање. Упркос томе, параде су успешно одржаване у наредним годинама с минималним инцидентима.